# Jüdischer Friedhof (Cappel)

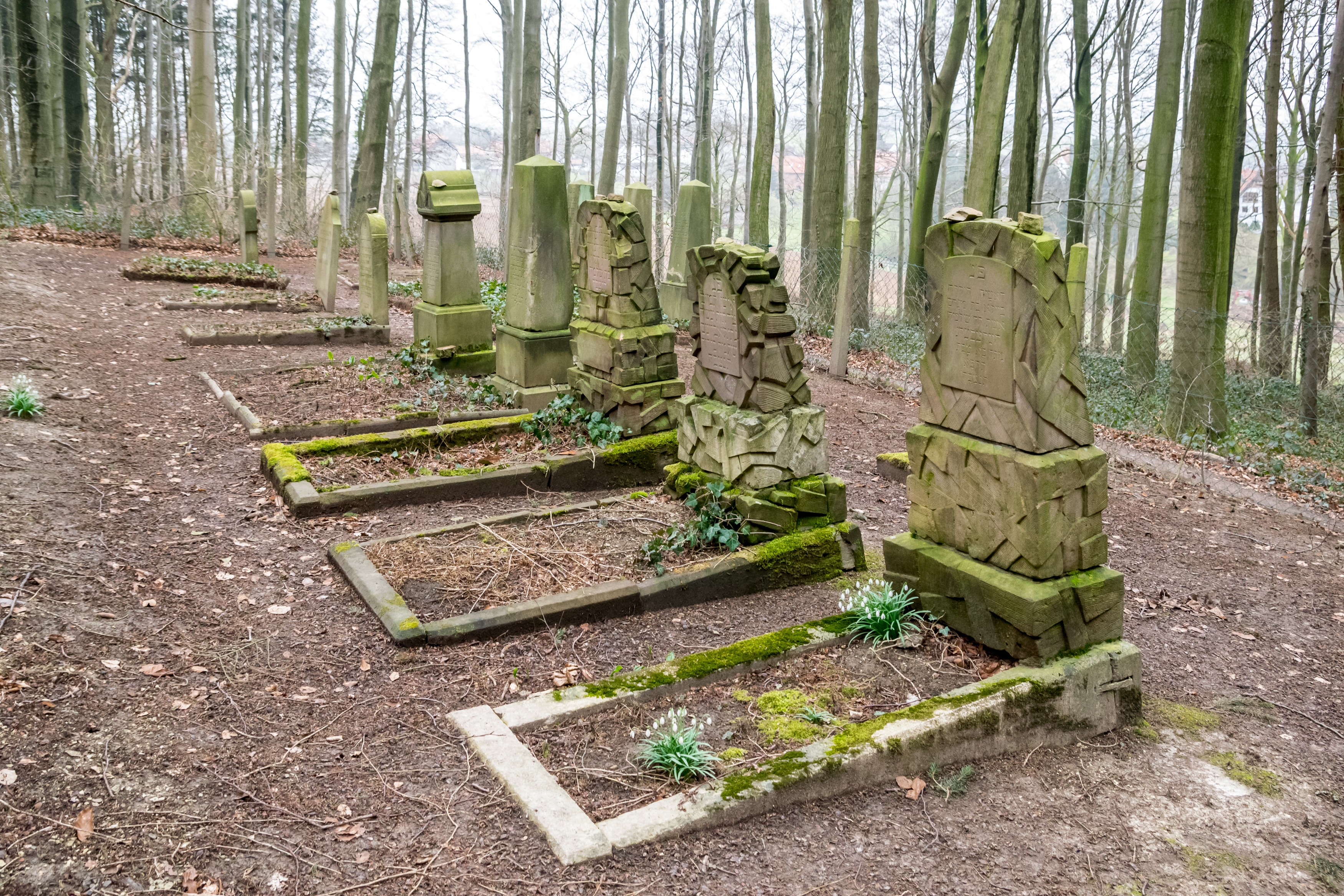
Jüdischer Friedhof in Cappel

Der Jüdische Friedhof Cappel liegt bei Cappel, einer Ortschaft der Gemeinde Blomberg im Kreis Lippe in Nordrhein-Westfalen. Der jüdische Friedhof ist mit der Nummer 99 als Baudenkmal in die Denkmalliste der Stadt Blomberg eingetragen.
Der Jüdische Friedhof liegt etwas außerhalb des Ortes Cappel, nordwestlich des heutigen Sportplatzes auf dem bewaldeten Meierberg. Der Friedhof wurde Ende des 17. bzw. Anfang des 18. Jahrhunderts angelegt und bis 1921 belegt. Auf dem Friedhof sind noch 13 Grabsteine erhalten.